# 福井市大東中学校
福井市大東中学校（ふくいし だいとうちゅうがっこう）は、福井県福井市北今泉町にある公立中学校。

## 特色
- 福井市の東部、田園が広がるのどかな地域に所在する。校名は、福井市の東部にあって大いなる学校に成長・発展することを願って命名された。
- 校歌は則武三雄作詞、高田三郎作曲。

## アクセス
- えちぜん鉄道勝山永平寺線 越前新保駅より約1.3 km。
- 北陸新幹線・ハピラインふくい線 福井駅より、京福バス「すまいるバス東ルート（城東・日之出方面）」に乗車し、「円山公民館」下車、約600 m。
- E8 北陸自動車道 福井北ICから、国道416号ほか経由 約3.8 km。
- E67 中部縦貫自動車道 松岡ICから、国道416号ほか経由 約4.8 km。

## 学校周辺
- 福井県立福井農林高等学校
- 福井市円山小学校
- 福井自動車学校
- 喜ね舎

## 著名な出身者
- 津田寛治 - 俳優
- 鷲田雅一 - サッカー選手
- 石崎巧 - バスケットボール選手
- 中村謙太 - 福井放送アナウンサー